# Mount Abu
Mount Abu (o Abu) è una suddivisione dell'India, classificata come municipality, di 22.045 abitanti, situata nel distretto di Sirohi, nello stato federato del Rajasthan. In base al numero di abitanti la città rientra nella classe III (da 20.000 a 49.999 persone).

## Geografia fisica
La città è situata a 24° 36' 0 N e 72° 42' 0 E e ha un'altitudine di 1.164 m s.l.m..

## Società

### Evoluzione demografica
Al censimento del 2001 la popolazione di Mount Abu assommava a 22.045 persone, delle quali 12.703 maschi e 9.342 femmine. I bambini di età inferiore o uguale ai sei anni assommavano a 3.149, dei quali 1.669 maschi e 1.480 femmine. Infine, coloro che erano in grado di saper almeno leggere e scrivere erano 14.824, dei quali 9.723 maschi e 5.101 femmine.

## Monumenti
A pochi chilometri dalla città si trova in complesso Dilwara, uno dei più noti complessi di templi giainisti dell'India.